# Боб, Кабуати
Кабуати Силас Боб (англ. Kabuati Silas Bob; род. 19 октября 1994) — кирибатийский и маршалловский тяжелоатлет. Серебряный призёр чемпионата Океании 2018 года, бронзовый призёр чемпионата Океании 2019 года.

## Биография
Кабуати Боб родился 19 октября 1994 года.
В 2010 году вошёл в состав сборной Кирибати на летних юношеских Олимпийских играх в Сингапуре. В весовой категории до 77 кг занял 7-е место, показав результат 230 кг.
В 2016 году занял 4-е место в чемпионате Океании в Суве в весовой категории до 85 кг, подняв 294 кг. В 2018 году в Ле Мондоре в том же весе завоевал серебряную медаль (288 кг), в 2019 году в Апиа в весе до 81 кг стал бронзовым призёром (288 кг).
В 2017 году занял 13-е место на Азиатских играх по боевым искусствам и состязаниям в помещениях в Ашхабаде. Выступая в весовой категории до 85 кг, показал результат 288 кг.
Дважды участвовал в чемпионатах мира. В 2015 году в Хьюстоне занял последнее, 29-е место в весовой категории до 85 кг (275 кг), в 2019 году в Паттайе занял 31-е место в весе до 81 кг (286 кг).